# Anna Rostkowska
Pour les articles homonymes, voir Rostkowska.
Anna Rostkowska, née Zagórska le 26 juillet 1980 à Lwówek Śląski, est une athlète polonaise, spécialiste du 800 m.
Son meilleur temps est de 1 min 58 s 72, obtenu à Paris Saint-Denis le 18 juillet 2008.